# Active Vilnius Arena
El Active Vilnius Arena es un estadio de baloncesto en Vilnius, Lituania, construido junto al Twinsbet Arena, donde juega sus partidos como local el Vilnius Rytas. Tiene capacidad para 2.741 espectadores.
Inicialmente, su capacidad era de 1700 espectadores, pero se amplió a 2500 con el objetivo de albergar partidos de la Eurocopa.
En el Twinsbet Arena se juegan los partidos más importantes o con más expectación de la LKL, así como todos los encuentros en casa de las competiciones europeas (como la Euroliga o la Eurocopa ). En el estadio también juega el equipo de baloncesto femenino Kibirkštis Vilnius . Anteriormente, usaron el estadio el ahora disuelto club de baloncesto femenino lituano y europeo Teo y el club filial del Lietuvos Rytas, Perlas Vilnius.
Hasta la temporada 2018-19 de la LKL se conocía como Lietuvos rytas Arena. Después de que el club fuera adquirido por nuevos propietarios, el nombre oficial se cambió a Rytas Basketball Arena.  El 12 de septiembre de 2019, el estadio pasó a llamarse Jeep Arena.  En 2024, tras su compra por el ayuntamiento de Vilnius, fue renombrado de nuevo, tomando su nombre actual, Active Vilnius Arena. 